# オヴィデュ・トニツァ
オヴィデュ・トニツァ（Ovidiu Tonița、1980年8月6日 - ）は、ルーマニアの元ラグビーユニオン選手。

## プロフィール
- ルーマニア・ブルラド出身。
- ポジションはフランカー(FL)。
- 身長 195cm、体重 109kg
- ルーマニア代表通算キャップ数は73。
- ラグビーワールドカップ1999・ラグビーワールドカップ2003・ラグビーワールドカップ2007・ラグビーワールドカップ2011・ラグビーワールドカップ2015のルーマニア代表に選ばれた[1]。

## 略歴
FCグルノーブル、ビアリッツ・オランピック、USAペルピニャン、カルカソンヌ、プロヴァンス、カルカソンヌ、サランクCRを経て、2019年にCSMブクレシュティに加入。
2019年、現役を引退した。